# Synagoga Abuhawa w Safedzie
Synagoga Abuhawa w Safedzie – czynna synagoga w Safedzie, na północy Izraela. Znajduje się przy ulicy Alkabec na Starym Mieście. Synagoga jest poświęcona słynnemu rabinowi Izaakowi Abuhaw.

## Historia
Synagoga została wybudowana w XVI wieku i została poświęcona słynnemu hiszpańskiemu rabinowi Izaakowi Abuhaw. Wśród jego uczniów był rabin Jakub Berab, który przeniósł się do Safedu i utworzył jesziwę poświęconą naukom swojego nauczyciela. Synagoga została uszkodzona podczas trzęsienia ziemi na Bliskim Wschodzie (1759) i doszczętnie zniszczona w trzęsieniu ziemi w Galilei (1837). Ocalała jedynie południowa ściana, która jest jedyną pozostałością pierwotnej bożnicy. Synagoga została odbudowana z jeszcze większym rozmachem niż była wcześniej.

## Architektura
Synagoga jest okazałym kamiennym budynkiem, którego wnętrze zaprojektowano zgodnie z wiedzą kabalistyczną. Cztery filary w centrum przedstawiają cztery żywioły, które zdaniem kabalistów leżą u podstaw całego stworzenia. Główna sala modlitewna jest zwieńczona dużą kopułą. W kopule jest dziesięć okien, co symbolizuje Dziesięć Przykazań. We wnętrzu kopuły umieszczono dwanaście obrazów przedstawiających dwanaście pokoleń Izraela i symbolizujących jedność judaizmu. Poniżej kopuły umieszczono wizerunki instrumentów muzycznych wykorzystywanych w Świątyni Jerozolimskiej, korony (cztery korony symbolizują atrybuty królewskie, atrybuty Tory, atrybuty kohenów, oraz atrybuty dobrego imienia, które przewyższa wszystkie trzy pozostałe. Piąta korona jest atrybutem Mesjasza i wyraża nadzieję na Jego szybkie przyjście), rysunki drzewa granatu (według tradycji ma 613 ziaren, co odpowiada liczbie przykazań Tory) oraz wizerunek Kopuły na Skale (przypomina zburzenie Świątyni w 70 r. i wyraża nadzieję na budowę Trzeciej Świątyni). W części centralnej umieszczono bimę. Jest ona koloru niebieskiego, który wyobraża królewskość i niebiańskość. Bima ma sześć stopni wyobrażających sześć dni roboczych tygodnia. Stół do wykładania i czytania Tory umieszczono na siódmym poziomie, reprezentującym szabat. Na ścianie południowej, najbliższej Jerozolimie, znajdują się trzy Aron ha-kodesz. W centralnej arce jest zwój Tory używany regularnie w synagodze. W lewej arce umieszczono stare i zużyte zwoje, które są przechowywane ze względów tradycji i historii. Arka po prawej stronie zawiera dwa ważne zwoje Tory - jednym z nich jest zwój spisany przez rabina Abuhawa (najstarszy zwój w Safedzie). Jest on używany tylko trzy razy w roku: podczas żydowskich świąt Rosz ha-Szana, Jom Kipur i Szawuot. Naprzeciwko arki wisi srebrny kandelabr poświęcony pamięci ofiar Holocaustu. Ściany zdobią obrazy izraelskiego malarza Syjon Taggera.

## Nabożeństwa
Współcześnie synagoga służy jako miejsce modlitw dla chasydów i Żydów sefardyjskich. Odbywają się w niej regularne modlitwy, wykłady, ćwiczenia i różnorodne zajęcia edukacyjne. Jest ona zamknięta dla turystów w szabaty.